# شوج كوسانو
شوجِ كوسانو (باليابانية: 草野 修治) (مواليد 2 أبريل 1970)، هو لاعب كرة قدم ياباني سابق كان يلعب كمهاجم.

## وصلات خارجية
- شوج كوسانو على موقع رابطة كرة القدم اليابانية للمحترفين (اليابانية)
- شوج كوسانو على موقع عالم كرة القدم.نت (الإنجليزية)